# اندیس ورده۱
ورده۱ یک اندیس غیرفلزی است که در حوالی شهر ساوه استان مرکزی قرار دارد و مادهٔ معدنی موجود در آن، باریت است.سنگ میزبان این اندیس آندزیت/آهک است و دیرینگی آن به دوران الیگومیوسن می‌رسد. در این اندیس، پاراژنز‌های کلسیت/ سیلیس/ گالن یافت می‌شوند.